# 229-я стрелковая дивизия (2-го формирования)
229-я стрелковая Одерская ордена Суворова дивизия — воинское соединение Вооружённых сил СССР в Великой Отечественной войне

## История
Формирование дивизии под названием 452-я стрелковая дивизия начато 12.12.1941 года в Ишиме. 08.01.1942 года дивизия переименована в 229-ю стрелковую дивизию. Личный состав стрелковой дивизии располагался на территории бывшего пионерского лагеря в Синицынском бору, основное ядро составляли призывники 1921—1923 годов рождения Омской, Новосибирской областей. Более 2 тысяч рядовых были призваны после досрочного освобождения из мест заключения. Младший комсостав прибыл из учебных батальонов кадровых частей Сибирского и Забайкальского военных округов, а средний комсостав в основном из Омского и Свердловского общевойсковых училищ.
В действующей армии с 16.07.1942 по 21.11.1943, с 27.01.1944 по 16.10.1944, с 07.11.1944 по 30.11.1944 и с 11.12.1944 по 11.05.1945 года.
В начале мая 1942 года дивизия была перемещена под Балахну, Сормово, Богородск, где получила вооружение.
10.07.1942 года отправлена по маршруту Рязань — Тамбов — Саратов — Владимировка (Астраханская область), с 15.07.1942 года по маршруту Сталинград — Цимлянское, где вошла в состав 62-й Армии Сталинградского фронта. Управление дивизии 16.07.1942 года разгрузилось на разъезде Паньшино, только к концу этого дня первые эшелоны дивизии начали прибывать в Котлубань, совершила пятидневный пеший марш, протяжённостью 150 километров.
22 июля 1942 года. Нижне-Чирская. Передовые отряды 229-й стрелковой дивизии вошли в соприкосновение с противником.
К 23.07.1942 заняла позиции в 30 километрах от станицы Нижне-Чирская, предпринимала безуспешные попытки наступления на станицу. Отступила к деревне Осиновка, где вновь заняла линию обороны вдоль железной дороги. 25.07.1942 отражала тяжёлые атаки противника, во второй половине дня вражеским войскам удалось вклиниться в оборону дивизии, бои велись даже на командном пункте дивизии. На следующий день противник перешёл в наступление на правом фланге в районе Суровикино, дивизия вновь вела ожесточённые бои, предпринимала контратаки, однако противник прорвал оборону дивизии и к исходу дня вышел к реке Чир в коридоре Савинский — Нижне-Чирская, а войска дивизии разрозненно отошли на реку Чир и частью отошли на левый берег Дона. 27.07.1942 воины дивизии с командиром полка 112-й дивизии смогли остановить противника, который стремился выйти к железнодорожному мосту через Дон, а 31.07.1942 полки дивизий при поддержке десяти танков и авиации перешли в контрнаступление и отбросили вражеские войска за реку Чир. Вновь заняла оборону на рубеже Суровикино — Осиновка, где вновь заняла линию обороны вдоль железной дороги, где попала в окружение, о чём официально было объявлено личному составу дивизии. 09.08.1942 года. На 15.08.1942 года части дивизии продолжали вести бои в окружении в районе Евсеев, Майоровский, Плесистовский, с 16.08.1942 года связи с дивизией не было. Личный состав мелкими группами выходил из окружения, около 700 воинов (по другим сведениям 528 человек) смогли переправиться на левый берег Дона, многие солдаты попали в плен, при этом на 05.08.1942 года в дивизии насчитывалось 5419 человек. Остатки личного состава были переданы 244-й стрелковой дивизии, а сама дивизия, 27 сентября 1942 года, направлена на переформирование (фактически на новое формирование).

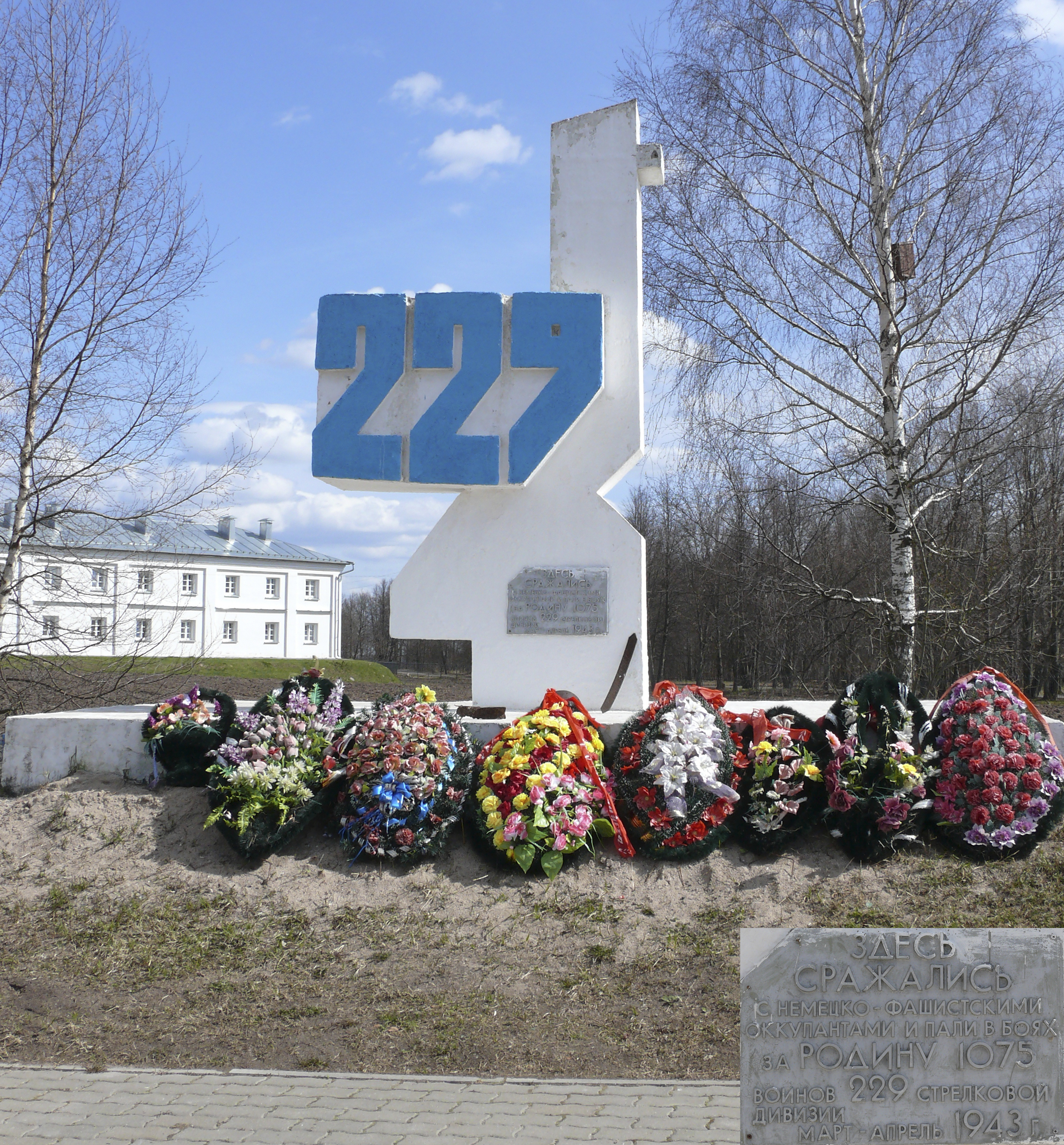
Захоронение воинов дивизии в деревне Хутынь

Вновь дивизия формировалась в селе Ботово и деревнях Поповкино, Ремягино, Лысцево, Шишкино Волоколамского района Московской области c октября 1942 года. По окончании формирования и подготовки 21.01.1943 года была направлена эшелонами на Волховский фронт по маршруту Волоколамск — Вологда — Неболчи — Малая Вишера — Большая Вишера. Оборонялась на рубеже реки Волхов до осени 1943 года, чередуя оборону с частными наступательными операциями.
15.03.1943 года после непродолжительной артподготовки части дивизии начали переправу через Волхов, возле Слутки, для того, чтобы овладеть опорным районом противника в Кречевицах. За день на западный берег Волхова переправилось три батальона, однако смогли продвинуться на глубину только от 300 до 700 метров, наступление окончилось неудачей. Затем дивизия получила приказ форсировать Малый Волховец и овладеть мощным укреплённым опорным пунктом противника в Зарелье — Хутынь, понесла немалые потери (в одном бою 1075 человек).
В октябре 1943 была выведена в резерв Ставки ВГК в район Папоротно Новгородской области, в ноябре 1943 года погружена на станции Гряды, передислоцирована в Вышневолоцкий район и по 20.01.1944 года укомплектовывалась и занималась боевой и политической подготовкой. Затем совершила марш по маршруту: Коломна — Едрово — Валдай — Крестцы и сосредоточилась в районе Ракомо — Самокража (соответственно в 8 и 14 километрах южнее города Новгорода). К исходу 03.02.1944 года, вновь совершив марш, дивизия сосредоточилась в районе населённого пункта Менюша (в 35 км юго-западнее города Новгорода). Участвовала в заключительном этапе Новгородско-Лужской операции.
В 1944 году, продолжив наступление, вклинилась 31.03.1944 года на 50 километров в расположение вражеских войск между городами Псков и Остров, попала в «огневой мешок», 18.04.1944 года была вынуждена отойти на первоначальные позиции (причём, артиллерия вышла только в мае), с 02.05.1944 по 06.06.1944 держала оборону на так называемой линии «Пантера», 06.07.1944 передислоцирована на Срежневский плацдарм на реке Великая, с 17.07.1944 по 26.07.1944 преследует отступающего противника, 19.07.1944 года подошла к границе Латвией по реке Лжа, двигаясь через Пушкинские Горы, Опочку во втором эшелоне корпуса. Вновь втянулась в мешок на железной дороге в районе станции Стремутка.
В этот же день, там же вступила первый бой в ходе Псковско-Островской наступательной операции, с 01 по 10.08.1944 года участвует в жестоких боях на территории (станция Анна), с 10.08.1944 года принимает участие в Тартуской операции, на момент её окончания находилась приблизительно на границе Эстонии и Латвии, по октябрь 1944 года ведёт наступательные бои в ходе Рижской операции, несёт большие потери.
10.10.1944 выведена в резерв и в декабре 1944 года по маршруту Вильнюс — Барановичи — Львов направлена в Польшу на Сандомирский плацдарм, где принимала участие в Сандомирско-Силезской операции. Перед началом операции находилась во втором эшелоне, в районе Пшедбужа. В ходе операции приняла участие в освобождении городов Беутен, Крулевска-Гута 28.01.1945, одной из первых захватив плацдармы на другом берегу Одера в районе городов Генденбург, Оппельн, продолжила наступление, в ходе которого приняла участие в освобождении городов Шургаст, Лёвен 04.02.1945, Гротткау 05.02.1945.
В марте 1945 года участвует в Верхнесилезской операции, наступая из района северо-западнее Оппельна на юг, в направлении Нейссе, приняла участие в освобождении городов Фалькенберг 18.03.1945 и Нейссе 24.03.1945.
Из района южнее Бреслау начала наступление в ходе Пражской операции в ходе ней приняла участие во вторичном освобождении города Штригау 07.05.1945, прошла через города Нимбург, Трутнов, Прага, закончила боевые действия 11.05.1945 в городе Йичин

## Состав
- 783-й стрелковый полк
- 804-й стрелковый ордена Александра Невского полк
- 811-й стрелковый полк
- 647-й артиллерийский полк
- 130-й отдельный истребительно-противотанковый дивизион
- 272-я отдельная разведывательная рота
- 397-й отдельный сапёрный батальон
- 610-й отдельный батальон связи (481-я отдельная рота связи)
- 380-й медико-санитарный батальон
- 324-я отдельная рота химической защиты
- 586-я автотранспортная рота (536-я автотранспортная рота)
- 439-я полевая хлебопекарня
- 904-й дивизионный ветеринарный лазарет
- 1699-я полевая почтовая станция
- 275-я (1069-я) полевая касса Госбанка

## Укомплектованность
- на 03.08.1942 — в командно-начальствующем составе 704 человека, младшего начсостава — 807, рядового — 4280 человек, 38 пушек разных калибров, 65 противотанковых ружей, 70 станковых и ручных пулемётов, 3862 винтовки, 224 пистолета-пулемёта, 167 пистолетов.

## Подчинение
| Дата            | Фронт (округ)            | Армия               | Корпус (группа)         | Примечания                                                    |
| --------------- | ------------------------ | ------------------- | ----------------------- | ------------------------------------------------------------- |
| 01.01.1942 года | Сибирский военный округ  | -                   | -                       | -                                                             |
| 01.02.1942 года | Сибирский военный округ  | -                   | -                       | -                                                             |
| 01.03.1942 года | Сибирский военный округ  | -                   | -                       | -                                                             |
| 01.04.1942 года | Сибирский военный округ  | -                   | -                       | -                                                             |
| 01.05.1942 года | Московский военный округ | -                   | -                       | -                                                             |
| 01.06.1942 года | Московский военный округ | -                   | -                       | -                                                             |
| 01.07.1942 года | Резерв Ставки ВГК        | 1-я резервная армия | -                       | -                                                             |
| 01.08.1942 года | Сталинградский фронт     | 64-я армия          | -                       | -                                                             |
| 01.09.1942 года | Юго-Восточный фронт      | 62-я армия          | -                       | -                                                             |
| 01.10.1942 года | Сталинградский фронт     | -                   | -                       | -                                                             |
| 01.11.1942 года | Московская зона обороны  | -                   | -                       | -                                                             |
| 01.12.1942 года | Московская зона обороны  | -                   | -                       | -                                                             |
| 01.01.1943 года | Московская зона обороны  | -                   | -                       | -                                                             |
| 01.02.1943 года | Резерв Ставки ВГК        | -                   | -                       | -                                                             |
| 01.03.1943 года | Волховский фронт         | 52-я армия          | -                       | -                                                             |
| 01.04.1943 года | Волховский фронт         | 52-я армия          | -                       | -                                                             |
| 01.05.1943 года | Волховский фронт         | 52-я армия          | -                       | -                                                             |
| 01.06.1943 года | Волховский фронт         | 59-я армия          | -                       | -                                                             |
| 01.07.1943 года | Волховский фронт         | 59-я армия          | 7-й стрелковый корпус   | -                                                             |
| 01.08.1943 года | Волховский фронт         | 59-я армия          | 7-й стрелковый корпус   | -                                                             |
| 01.09.1943 года | Волховский фронт         | 59-я армия          | -                       | -                                                             |
| 01.10.1943 года | Волховский фронт         | 4-я армия           | -                       | -                                                             |
| 01.11.1943 года | Волховский фронт         | 59-я армия          | -                       | -                                                             |
| 01.12.1943 года | Резерв Ставки ВГК        | 21-я армия          | 99-й стрелковый корпус  | -                                                             |
| 01.01.1944 года | Резерв Ставки ВГК        | 21-я армия          | 99-й стрелковый корпус  | -                                                             |
| 01.02.1944 года | Волховский фронт         | 8-я армия           | 99-й стрелковый корпус  |                                                               |
| 01.03.1944 года | Ленинградский фронт      | 54-я армия          | 99-й стрелковый корпус  | -                                                             |
| 01.04.1944 года | Ленинградский фронт      | -                   | 99-й стрелковый корпус  | -                                                             |
| 01.05.1944 года | 3-й Прибалтийский фронт  | 54-я армия          | 7-й стрелковый корпус   | -                                                             |
| 01.06.1944 года | 3-й Прибалтийский фронт  | 54-я армия          | 7-й стрелковый корпус   | -                                                             |
| 01.07.1944 года | 3-й Прибалтийский фронт  | 54-я армия          | 7-й стрелковый корпус   | -                                                             |
| 01.08.1944 года | 3-й Прибалтийский фронт  | 54-я армия          | 7-й стрелковый корпус   | -                                                             |
| 01.09.1944 года | 3-й Прибалтийский фронт  | 54-я армия          | 7-й стрелковый корпус   | -                                                             |
| 01.10.1944 года | 3-й Прибалтийский фронт  | 54-я армия          | -                       | -                                                             |
| 01.11.1944 года | Резерв Ставки ВГК        | 21-я армия          | 55-й стрелковый корпус  | -                                                             |
| 01.12.1944 года | Резерв Ставки ВГК        | 21-я армия          | 55-й стрелковый корпус  | с 17.11.1944 по 01.12.1944 в составе 3-го Белорусского фронта |
| 01.01.1945 года | 1-й Украинский фронт     | 21-я армия          | 55-й стрелковый корпус  | c 11.12.1944 по 07.01.1945 в резерве фронта                   |
| 01.02.1945 года | 1-й Украинский фронт     | 21-я армия          | 55-й стрелковый корпус  | -                                                             |
| 01.03.1945 года | 1-й Украинский фронт     | 21-я армия          | 55-й стрелковый корпус  | -                                                             |
| 01.04.1945 года | 1-й Украинский фронт     | 21-я армия          | 118-й стрелковый корпус | -                                                             |
| 01.05.1945 года | 1-й Украинский фронт     | -                   | -                       | -                                                             |

## Командование

### Командиры
- Сабуров, Арсений Гордеевич (12.12.1941 — 10.03.1942), подполковник
- Сажин, Фёдор Фёдорович (11.03.1942 — 10.08.1942), полковник
- Марцинкевич, Владимир Николаевич (11.08.1942 — 30.03.1943), генерал-майор
- Соленов, Павел Иванович (31.03.1943 — 16.09.1943), полковник
- Османов, Мамед Османович (17.09.1943 — 09.02.1944), подполковник, с 19.10.1943 полковник
- Павлов, Дмитрий Иванович (10.02.1944 — 26.05.1944), полковник
- Кузнецов, Иван Дмитриевич (27.05.1944 — 04.11.1944), полковник
- Моисеев, Пётр Иванович (05.11.1944 — 19.11.1944), полковник
- Кузнецов, Иван Дмитриевич (20.11.1944 — 29.12.1944), полковник
- Пыпырев, Афанасий Сергеевич (30.12.1944 — 11.05.1945), полковник

### Заместители командира
- Кукаркин, Василий Александрович (??.10.1942 — 15.12.1942), полковник

### Начальники штаба
- Дубровин, Иван Иванович (??.10.1942 — ??.12.1942), майор

## Награды и наименования
| Награда (наименование)           | Дата               | За что награждена |
| -------------------------------- | ------------------ | --- |
| Почетное наименование «Одерская» | 5 апреля 1945 года | присвоено приказом Верховного Главнокомандующего № 060 от 5 апреля 1945 года за отличие в боях при форсировании Одера в районе Бреслау |

Награды частей дивизии:
- 783-й стрелковый ордена Александра Невского[2] полк
- 804-й стрелковый ордена Александра Невского[3] полк

## Отличившиеся воины дивизии
| Награда | Ф. И. О.                       | Должность                                                                           | Звание                                   | Дата награждения                                            | Примечания                        |
| ------- | ------------------------------ | ----------------------------------------------------------------------------------- | ---------------------------------------- | ----------------------------------------------------------- | --------------------------------- |
|         | Иванов, Александр Иванович     | комсорг стрелкового батальона 811-го стрелкового полка                              | младший лейтенант                        | 10.04.1945                                                  | посмертно                         |
|         | Лапин, Николай Павлович        | командир отделения взвода пешей разведки 811 стрелкового полка                      | старший сержант                          | 10.04.1945                                                  | Погиб в бою 23 марта 1945 года    |
|         | Медведкин, Валентин Михайлович | командир орудийного расчёта 130 отдельного истребительно-противотанкового дивизиона | старший сержант                          | Перенагражден орденом Славы I степени 20 декабря 1951 года. |                                   |
|         | Соцков, Николай Дмитриевич     | разведчик взвода пешей разведки 811 стрелкового полка.                              | сержант                                  | 10.04.1945                                                  |                                   |
|         | Шутько, Егор Иосифович         | наводчик станкового пулемёта 2-й пулемётной роты 804-го стрелкового полка           | красноармеец                             | 24 марта 1945 года                                          | Погиб в бою 21 сентября 1944 года |
|         | Юшковский, Назар Логвинович    | Автоматчик 783-го стрелкового полка Помощник командира взвода                       | ефрейтор младший сержант старший сержант | 15.02.1945 27.04.1945 27.06.1945                            |                                   |

## Память
- Мемориальный музей и обелиск в Ишиме
- Материалы в музее-панораме «Сталинградская битва»
- Памятный знак у города Суровикино
- Монумент и воинское захоронение в деревне Хутынь (Новгородский район Новгородской области)
- Музей в школе № 12 г. Воронежа

### Положение на местности
1. ↑  Нижний Чир: 48°21′51″ с. ш. 43°05′20″ в. д.HGЯO

### Комментарии
1. ↑  В окружение попали и другие части 62-й армии, в том числе 181-я, 147-я стрелковые дивизии, полк Краснодарских курсантов и др.

### Сноски
1. ↑  Заева, 8 августа 2012.
2. ↑  Указ Президиума Верховного Совета СССР от 26 апреля 1945 года — за образцовое выполнение заданий командования в боях при прорыве обороны немцев восточнее города Штаргард и овладение городами Бервальде, Темпельбург, Фалькенбург,Драмбург, Вангерин, Лабес, Фрайенвальде,Шифельбайн,Регенвальде, Керлин и проявленные при этом доблесть и мужество
3. ↑  Указ Президиума Верховного Совета СССР от 26 апреля 1945 года за образцовое выполнение заданий командования в боях с немецкоми захватчиками при овладении городами Нейссе и Леобщютц и проявленные при этом доблесть и мужество
4. ↑  Кавалеры ордена Славы трёх степеней. Краткий биографический словарь — М.: Военное издательство,2000.
5. ↑  Герои Советского Союза. Краткий биографический словарь в двух томах — М.: Воениздат, 1987.